# 鳴門競艇場

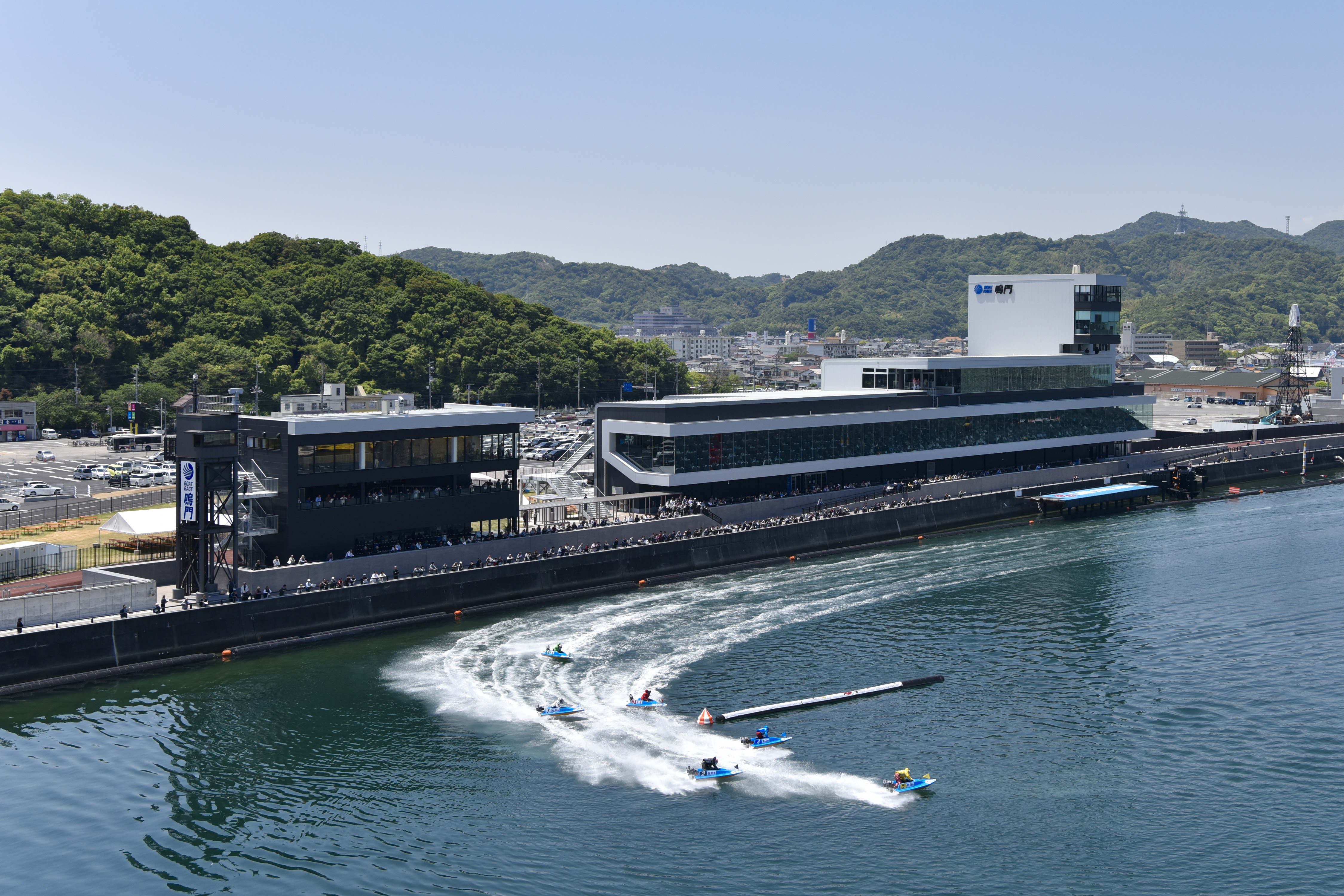
鳴門競艇場

鳴門競艇場（なるときょうていじょう）は、徳島県鳴門市にある競艇場である。

## 概要
施行者は鳴門市と「松茂町ほか二町競艇事業組合」。施設名の通称は鳴門競艇、BOAT RACE鳴門（ボートレースなると、2010年以降）。
SG級の全国規模の名選手を多数抱える割には、施設の規模の小ささもあってか、SGの開催は草創期に現在の笹川賞競走の前身にあたる全国地区対抗競走が1度開催されたのみであったが、初の全国発売レースとして2009年4月14日 - 19日まで競艇名人戦競走が開催されたあと、施設改修後の2016年7月13日～18日に初めてのSGオーシャンカップが開催された。なお場内に設置されている大型映像装置の大きさはボートレース住之江に次ぐ。
傘下の場外発売場にボートレースチケットショップ土佐（高知県香南市、1996年8月オープン）・ボートレースチケットショップオラレ美馬（徳島県美馬市、2009年10月14日オープン）・ボートレースチケットショップ阿波かもじま（徳島県吉野川市、2022年10月1日オープン）がある。また、ボートレース尼崎の主催者の1つである伊丹市が管理するボートレースチケットショップ洲本（兵庫県洲本市）でも一部レースを場外発売する。さらに、2011年11月には本場に隣接して従来あった外向前売発売所を改装した外向発売所「エディウィン鳴門」がオープンした。
レース実況は2023年頃まで桃井雄也が中心に担当していたが、桃井は家庭の事情に依り2023年8月の江戸川競艇場の代理実況で引退、所属事務所を退社している。2023年7月からは梶西達が実況に加わっているが、現在（2024年6月頃〜）は小林習之が担当することが多い。2024年4月のプレミアムGⅠでは4日目迄を梶西、5日目と最終日は小林が実況担当している。
2010年3月10日初日の開催より、大型吸気サイレンサー付き減音型のモーターが採用されている。
マスコットキャラクターは鯛の「なるちゃん」である。
兵庫県、香川県の県境に近いという事もあって、徳島県だけでなく、在阪局や岡山香川準広域局でもCMが放映されている。
2014年2月19日から2月23日に開催される「60年ありがとう競走」を最後として、2016年4月27日までは南海地震の津波対策として防御柵の設置工事を行うため、開催を実施しなかった。なおこの期間中も、外向発売所「エディウィン鳴門」と、ボートピア土佐、オラレ美馬での他場の相互場間場外の発売は実施を行った。そして、2016年4月28日に新スタンド完成とともに開催を再開した。
なお、場内は2018年4月頃に、場内撮影が解禁となった。ただし、スリットライン10m前後付近は撮影禁止。
2018年9月よりモーニングレースを導入。同年11月にスケート場を核としたUZU PARKがオープン。

## コース概要

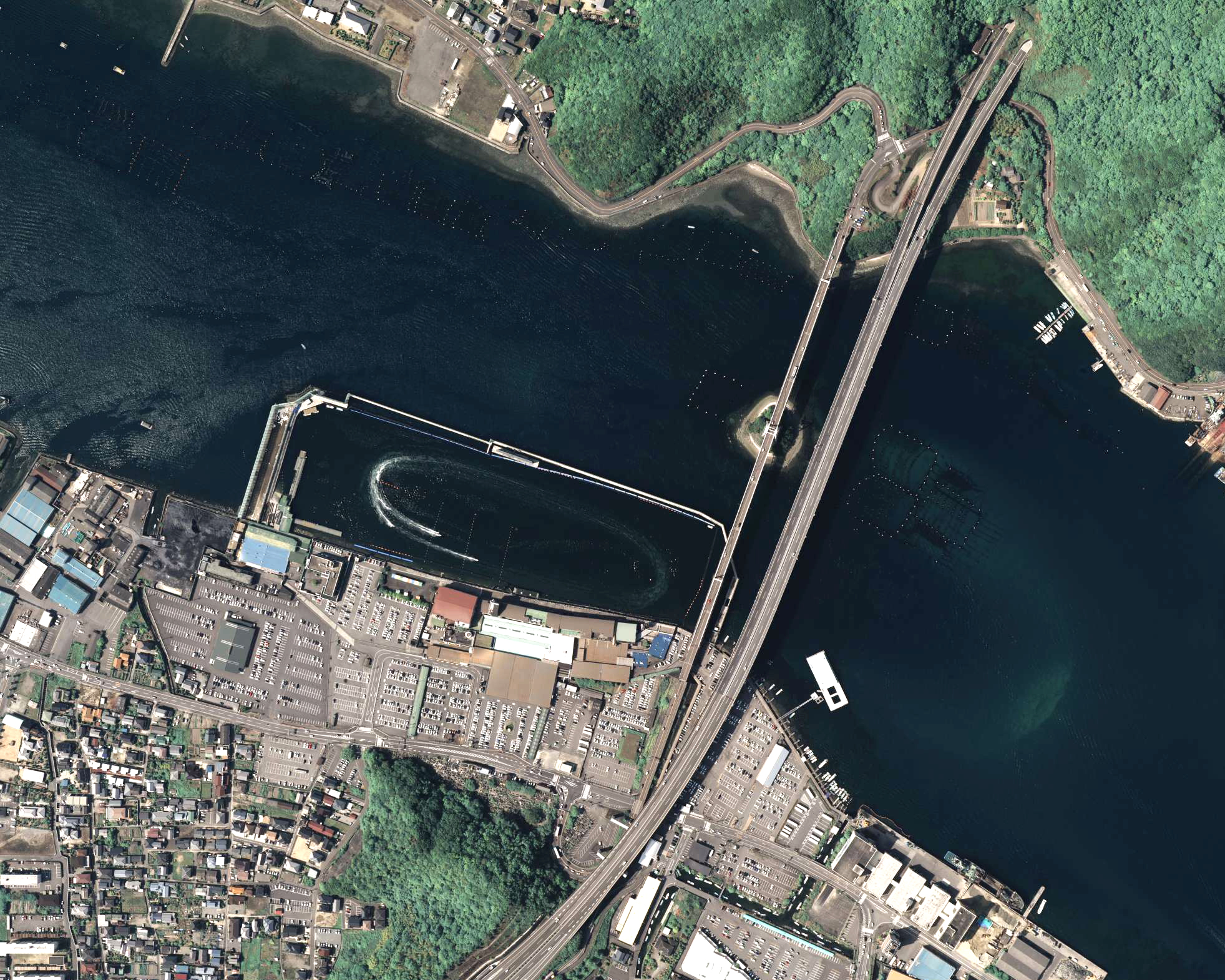
鳴門競艇場周辺の空中写真。2009年5月9日撮影。。

競走水面は海で、水質は海水。競走水面の幅は第1ターンマークのホーム側が45ｍ、バック側が63mで、比較的狭い。
四国本土と大毛島の間にある小鳴門海峡上に水面があるボートレース場なので、潮の流れが速く、水面にうねりが出て乗りにくいといわれている。戸田・江戸川・平和島と並ぶ狭隘且つ難水面のイン受難水面と言われており、インの勝率も近畿地方以西の西日本の競艇場では一番低い上に全国平均に比べてかなり低く、センターやアウトコースからの差しや捲り決着にイン逃げをブロックされての差しや抜きが圧倒的に多い他、転覆や落水等のレース事故も比較的多い。立地上天候の影響を受けやすく、2009年1月12日の一般競走最終日が8R以降打ち切り開催中止、2009年大晦日の松竹杯競走3日目が打ち切り順延、翌2010年元日も中止日程短縮になった。

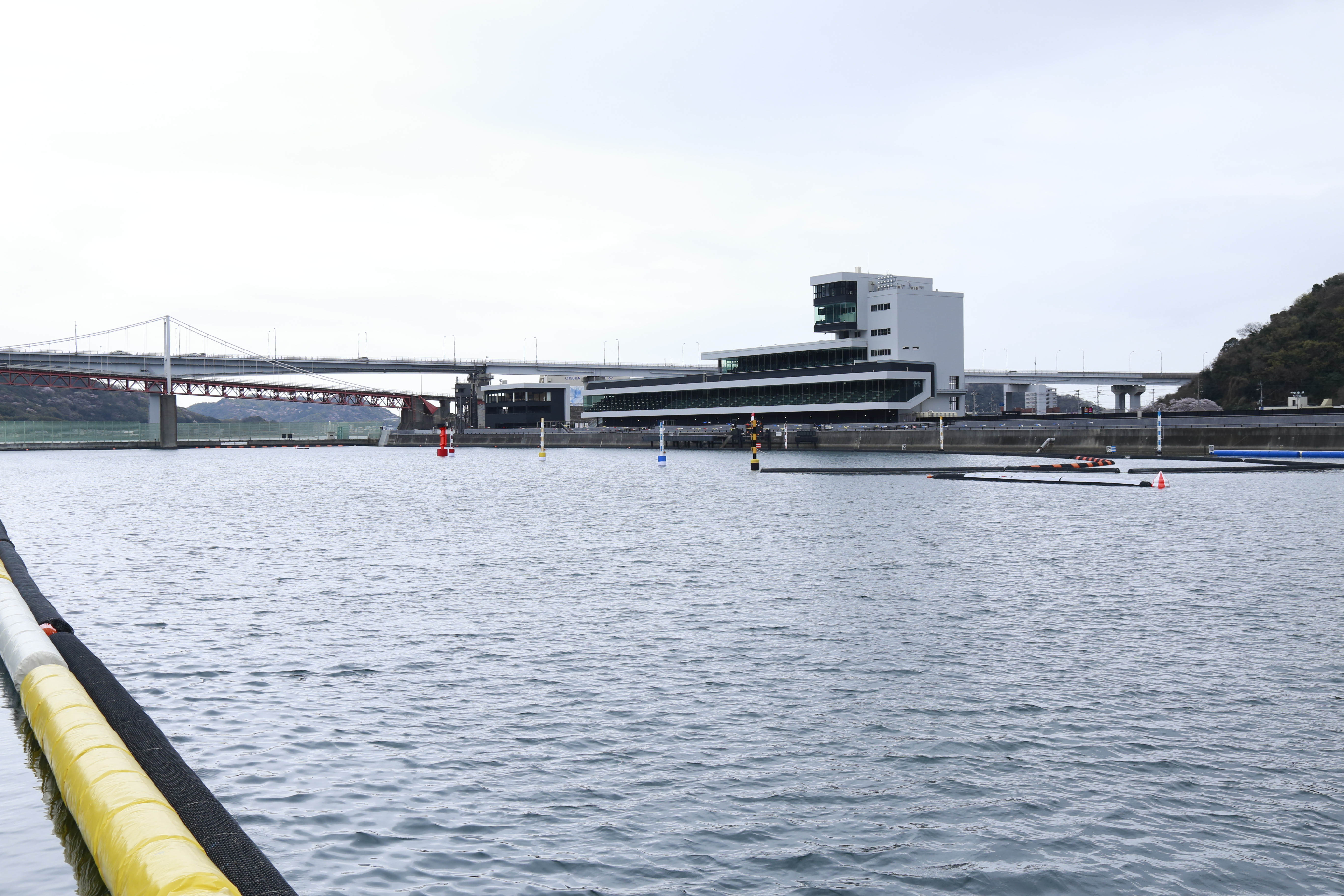
競走水面
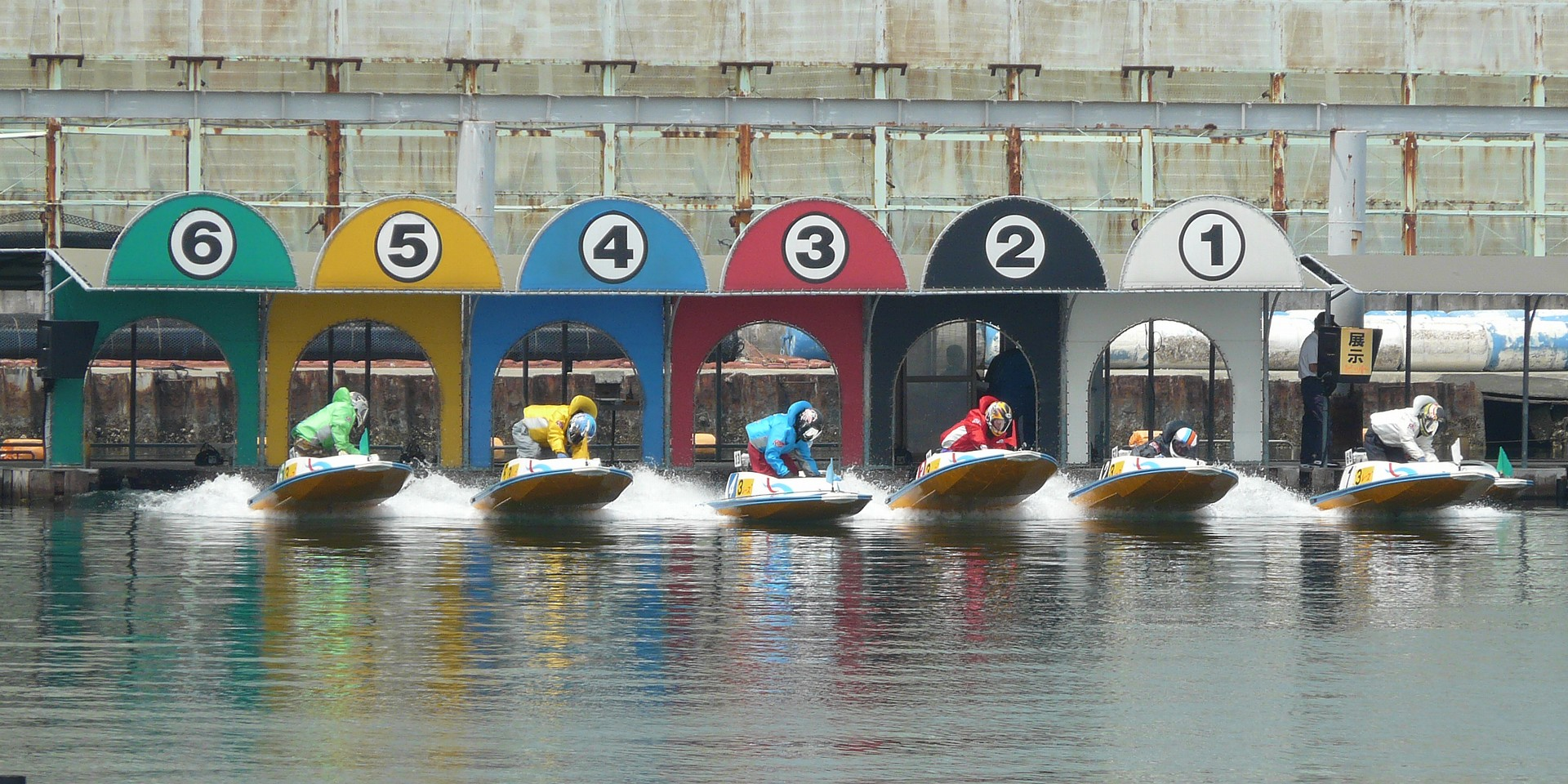
出走ピット
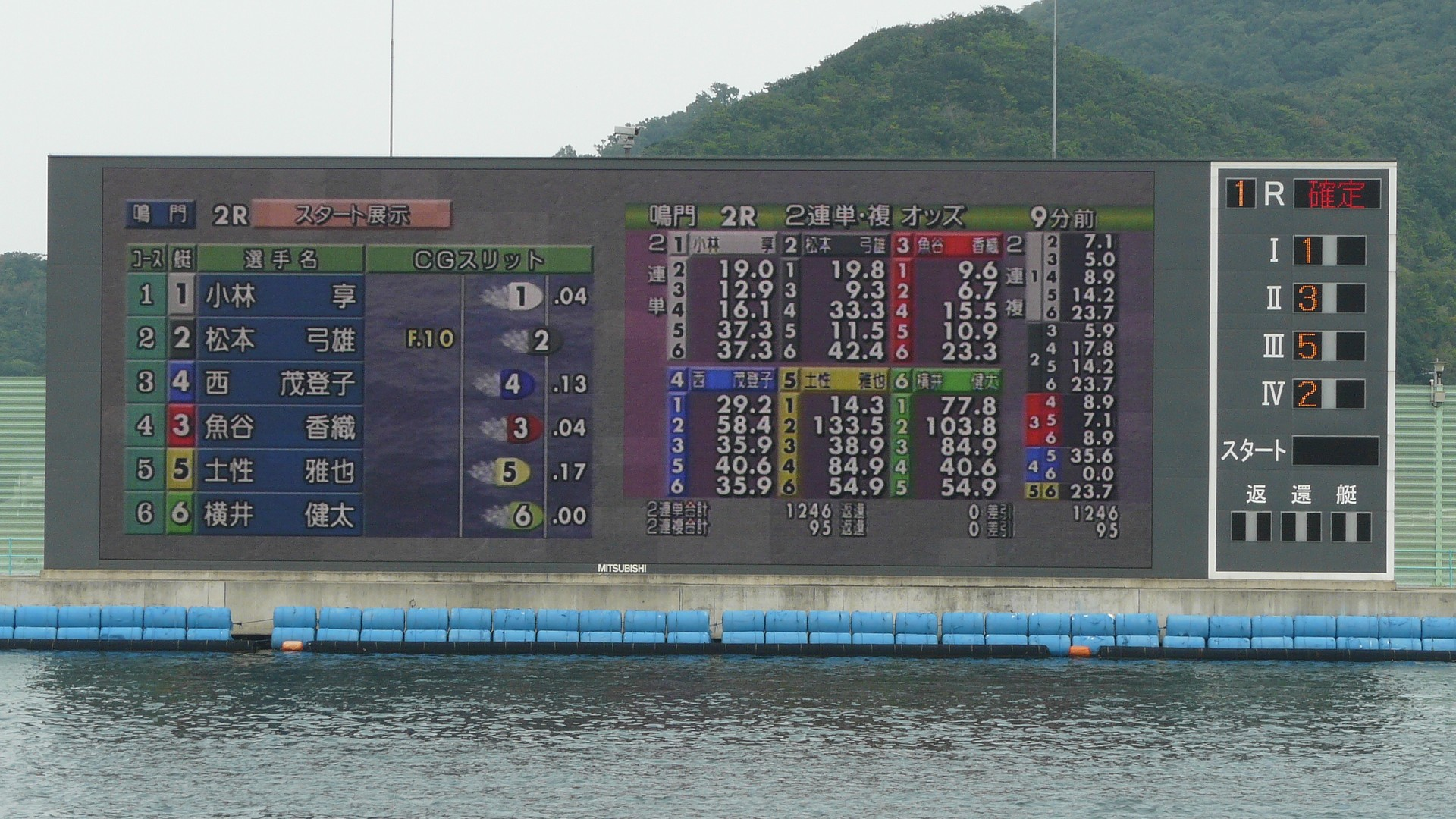
電光掲示板

## 主要開催競走
周年記念 (GI) のタイトルは「大渦大賞」。企業杯(GIII)として、大塚製薬の主力商品の名前を冠したオロナミンCカップが行なわれている。
女子リーグ戦の名称は渦の女王決定戦。正月には松竹杯、ゴールデンウィークには日本モーターボート選手会会長杯、お盆には渦王杯が行なわれている。
2010年6月からは「ドーンと勝負!鳴門の3段ロケットレース!!」として、企画レースを開始した。
休止中の主要開催は2014年から2016年までは他場開催となり、丸亀競艇場・宮島競艇場で開催された。
企画レースとして、1R「とるならなると」(1号艇のみA級選手)、2R「どーなるなると」(日替わり企画)、3R「どきどきなると」(1号艇にA級選手、2～6号艇にA級orB級選手)、4R「とにかくなると」(1号艇にA級選手、2～6号艇にA級orB級選手)が実施されている。

## SG開催実績
| 年度 | 競走名                     | 優勝者   | 登番 | 出身 |
| ---- | -------------------------- | -------- | ---- | ---- |
| 2016 | 第21回オーシャンカップ     | 石野貴之 | 4168 | 大阪 |
| 2017 | 第27回グランドチャンピオン | 石野貴之 | 4168 | 大阪 |
| 2020 | 第25回オーシャンカップ     | 峰竜太   | 4320 | 佐賀 |
| 2022 | 第25回チャレンジカップ     | 深谷知博 | 4524 | 静岡 |

## 徳島支部の主な選手
- 瀬尾達也（2942・徳島）※引退
- 濱村芳宏（3295・徳島）※引退
- 烏野賢太（3304・徳島）
- 新田芳美（3470・徳島）
- 岩崎芳美（3611・徳島）
- 淺田千亜希（3645・徳島）
- 横西奏恵（3774・徳島）※引退
- 田村隆信（4028・徳島）
- 菅章哉（4571・徳島）
- 喜多須杏奈（4714・徳島）

## アクセス
- 鳴門駅（JR四国）から無料送迎バス5分[2][13]（頻繁）。
- 徳島駅（JR四国）から無料送迎バス30-35分[13]。
- 敷地内に徳島バスの「ボートレース鳴門」バス停がある。
- 関西方面から高速バス高速鳴門バス停下車徒歩10分。